# لياقة بدنية في الخارج
لياقة بدنية في الخارج (الإنجليزية : Outdoor fitness) هو أداء التدريب في خارج مبنى أو خارج البيت بغرض تحسين اللياقة البدنية.
هذا التدريب أو التمرين يختلف عن التدريب في صالة ألعاب أو في نادي صحي ليؤدي نفس الغرض. فقد يختار منتزها للتدريب أو حديقة أو غابة أو في منطقة صحراوية قاحلة. تحوز طريقة التدريب في الخلاء اهتماما كبيرا لبعض الناس، وقد زاد عدد ممارسي تلك الرياضة زيادة كبيرة خلال النصف الثاني من القرن العشرين، واصبح له سوقا كبيرا في مطلع القرن الواحد والعشرين.

## التاريخ
خلال القرن التاسع عشر خصصت ألمانيا ما يسمى «ساحة ألعاب» Turnplatz وهو مكان في الخلاء للمارسة تمرينات رياضية، ويرجع الفضل في لك إلى المعلم «فريدريش ياهن» وجماعة ألعاب يؤيدها سياسيون، تسمى «تورنرز». وبعد نهاية الحرب العالمية الثانية حيث كان الناس لا يعتبرون تمرينات رياضية خلال بومهم ولا في عملهم بدأ البعض القليل يمارس أنشطة لصحة الجسد ولاستعادة الحيوية، مثل الجري ما يسمى
jogging.
وقامت القوات الجوية الكندية بتكوين خطط تدريبية، ساعد في تكوينها الطبيب «بيل أوربان» ة قام بنشرها في عام 1961، وأصدر «كيتيث كوبر» كتابا تحت عنوان «أيروبيكس» في عام 1968، كما أصدر كتابا بعنوان The New Aerobics في عام 1979 حاز انتشارا كبيرا وساعد على نشر ثقافة اللياقة البدنية الحديثة. وانتشرت رياضة الجري في السبعينيات من القرن الماضي وزادت رياضة اختراق الضاحية في الولايات المتحدة وأوروبا. ولكن معظم الزيادة فقد تحققت في منتجات الألات الرياضية المستخدمة في البيوت وفي بعض النوادي الصحية
health clubs.

## اقرأ أيضا
- تمارين لاهوائية
- تدريب تدريجي
- أيض الكربوهيدرات
- اتاحة الطاقة
- سعة قصوى للأكسجين
- انقباض عضلي
- ناد
- أيض الحموض الدهنية